# اچ‌ام‌اس ووستر (۱۷۳۵)
اچ‌ام‌اس ووستر (۱۷۳۵) (به انگلیسی: HMS Worcester (1735)) یک کشتی بود که طول آن ۱۴۴ فوت (۴۳٫۹ متر) بود.